# Valentin Foulquier
Antoine Jean Valentin Foulquier, né le 8 novembre 1822 à Paris et mort le 6 octobre 1896 à L'Isle-Adam, est un peintre, graveur et illustrateur français.

## Biographie
Valentin Foulquier est le fils de Jean Foulquier et de Joséphine Gieblaum.
Élève d'Abel de Pujol aux Beaux-Arts de Paris, il débute au Salon de 1848. Il y expose des paysages et des scènes de genre de la vie de la Normandie.
Il épouse Sophie Amélie Dupont.
Il meurt à son domicile à L'Isle-Adam le 6 octobre 1896. Il est inhumé le 23 octobre à Paris au cimetière du Père-Lachaise (division 72), où sa tombe est ornée de son buste sculpté par Charles Pillet.

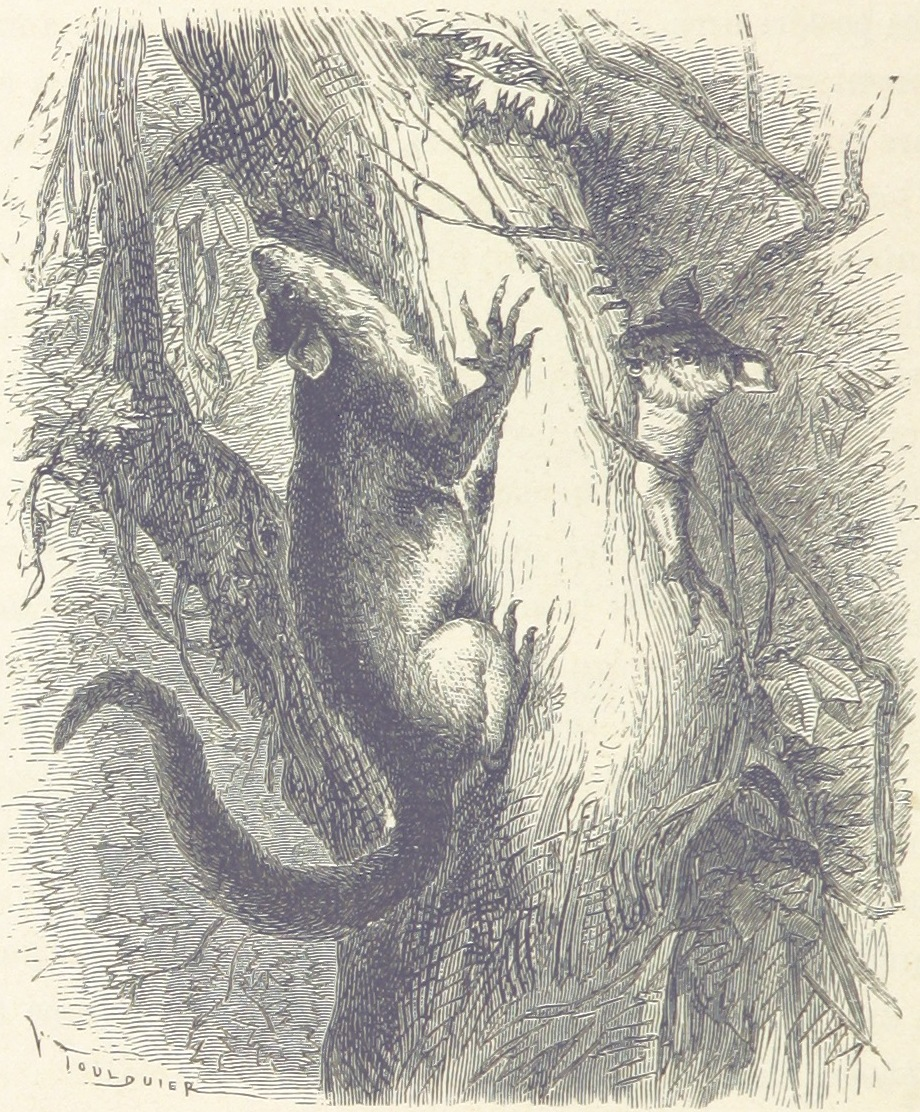
Illustration pour Le Désert et le Monde Sauvage (c. 1866).
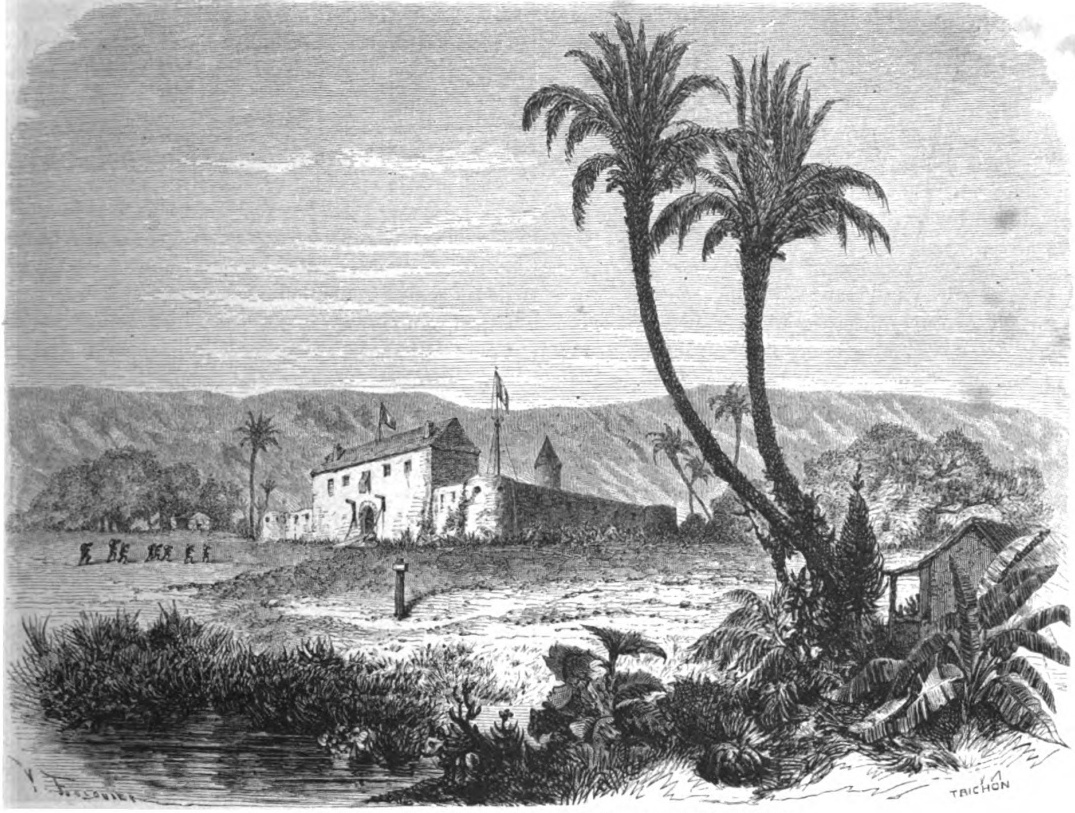
Illustration pour Le Tour du monde (c. 1862).
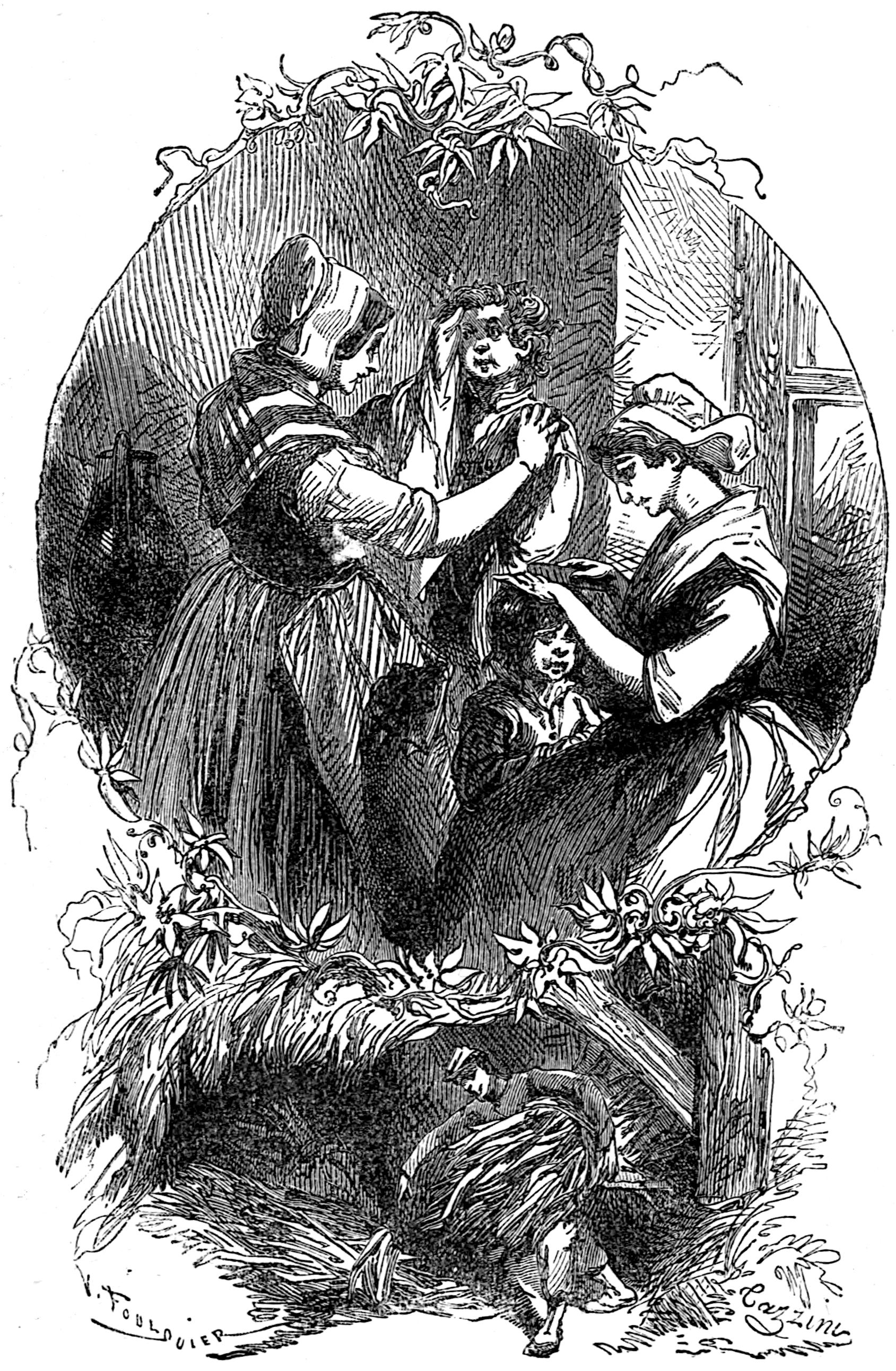
Illustration pour L'Auberge et l'ange gardien (c. 1888).